# Різаний Яр
Заповідне урочище «Різаний яр» — об'єкт природно-заповідного фонду місцевого значення. Розташований у Черкаському районі Черкаської області, неподалік від села Виграїв. До складу заказника входять околиці с. Виграїв, лісові масиви Корсунського лісництва.

## Адміністративна інформація
Площа 233 га.
Заповідне урочище створено рішенням Виконкому Черкаської обласної ради від 19.03.1976 року № 117.
Установа, у віданні якої перебуває об'єкт — ДП «Корсунь-Шевченківське лісове господарство».

## Об'єкт охорони
Лісове урочище з старими дубами.

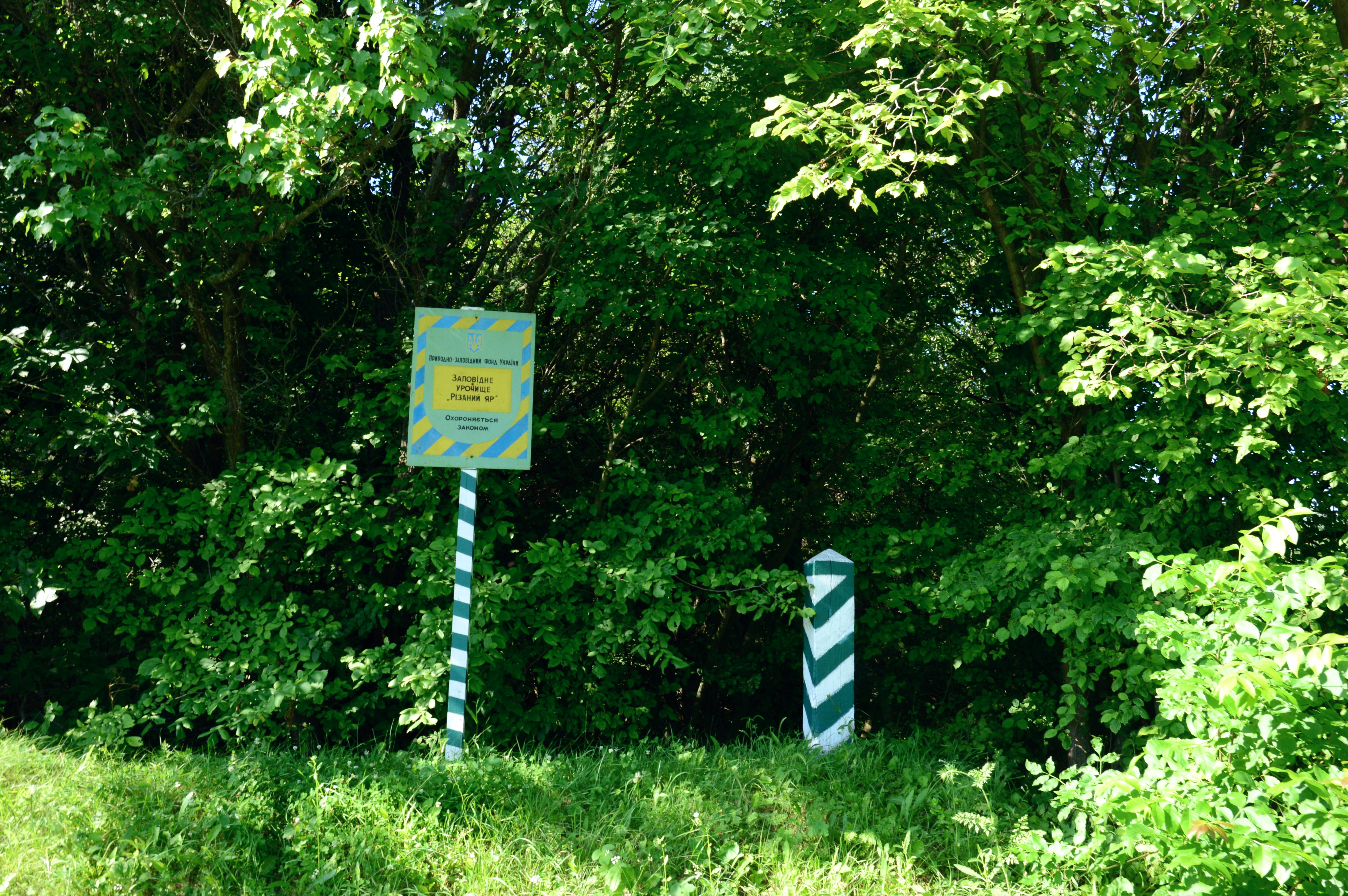
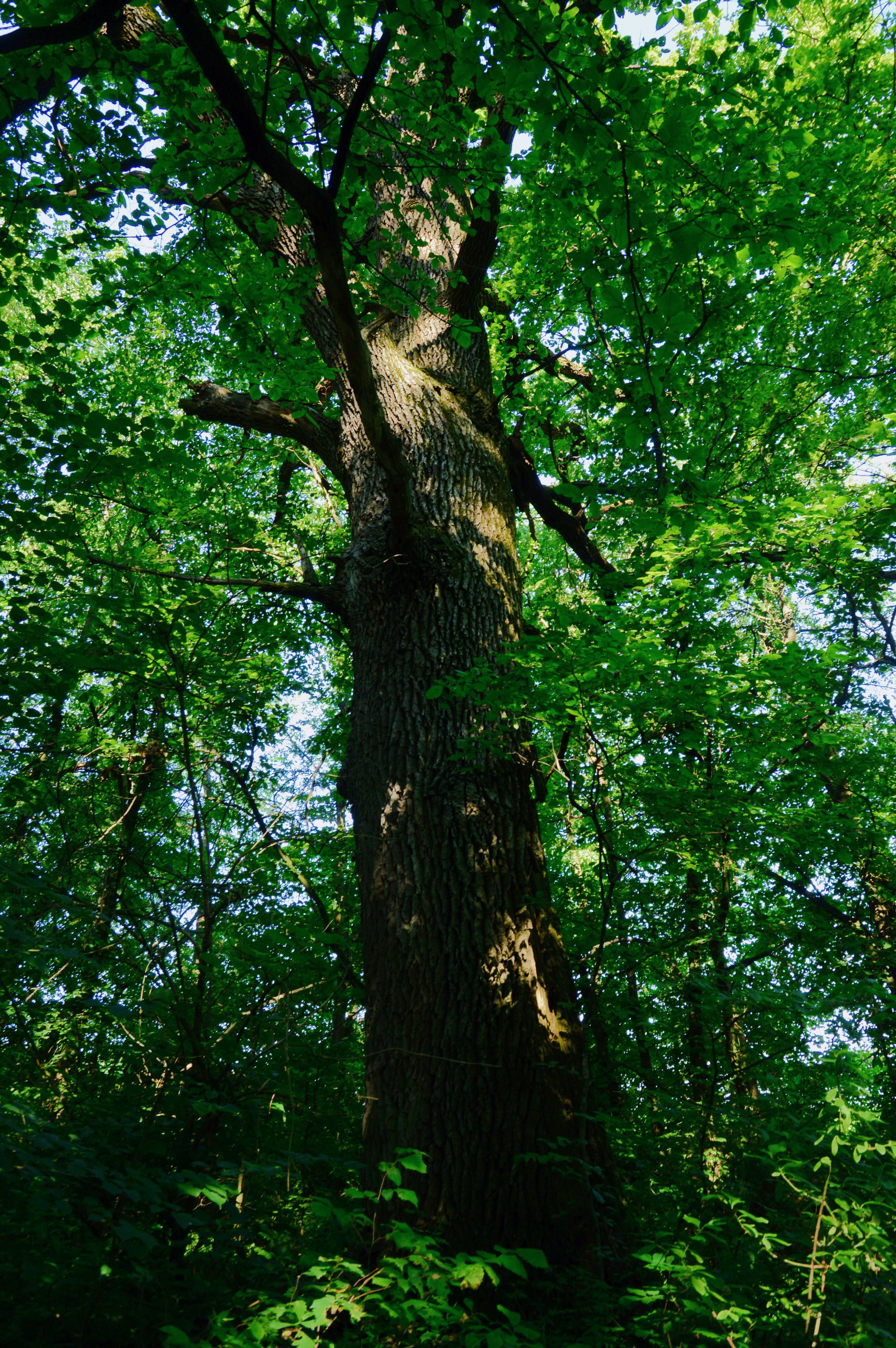
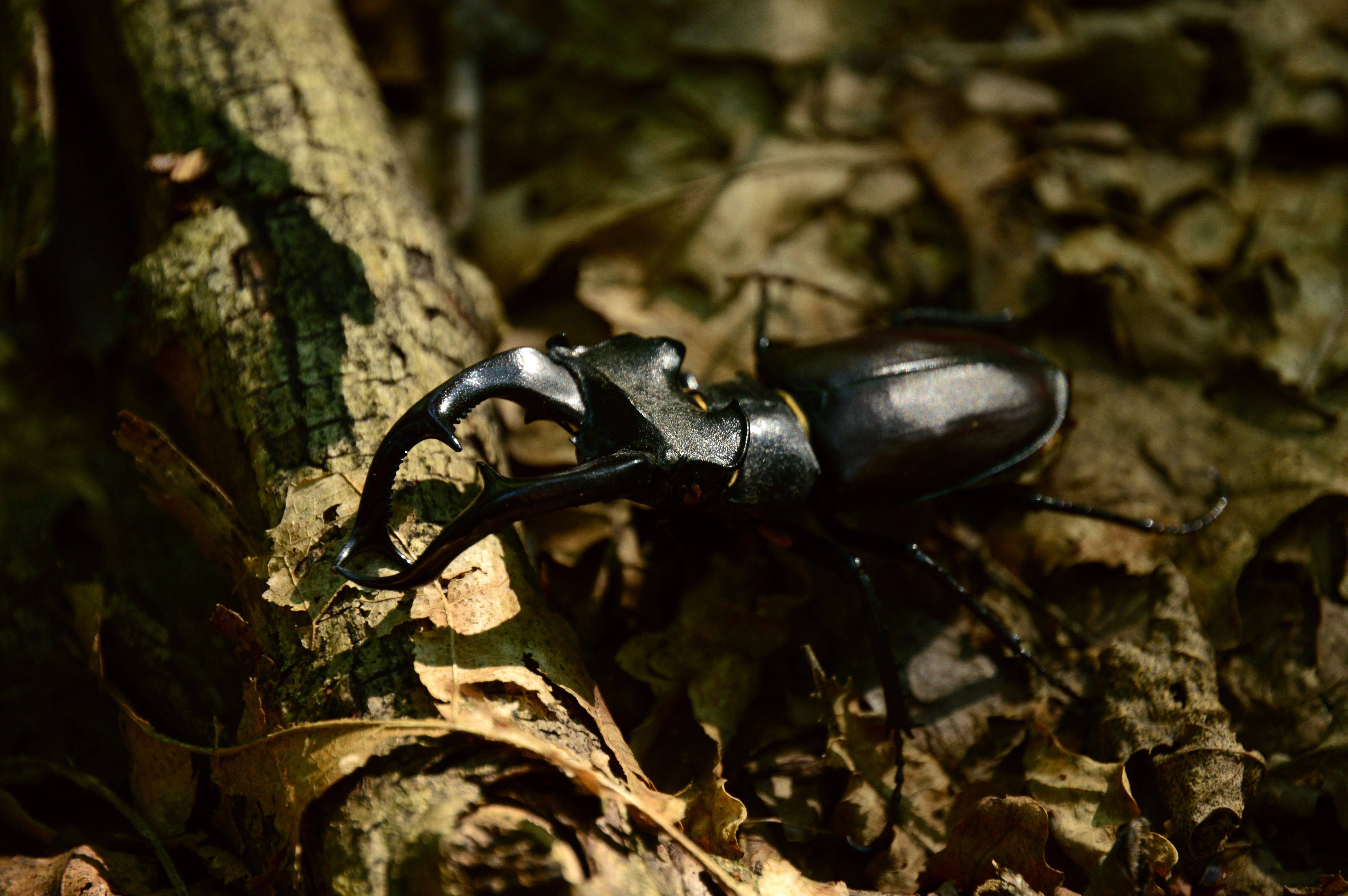

На території заповідного урочища розташовувався інший, нині скасований об'єкт природно-заповідного фонду — Дуб Богдана Хмельницького в урочищі «Виграївська дача».